# Protospinax

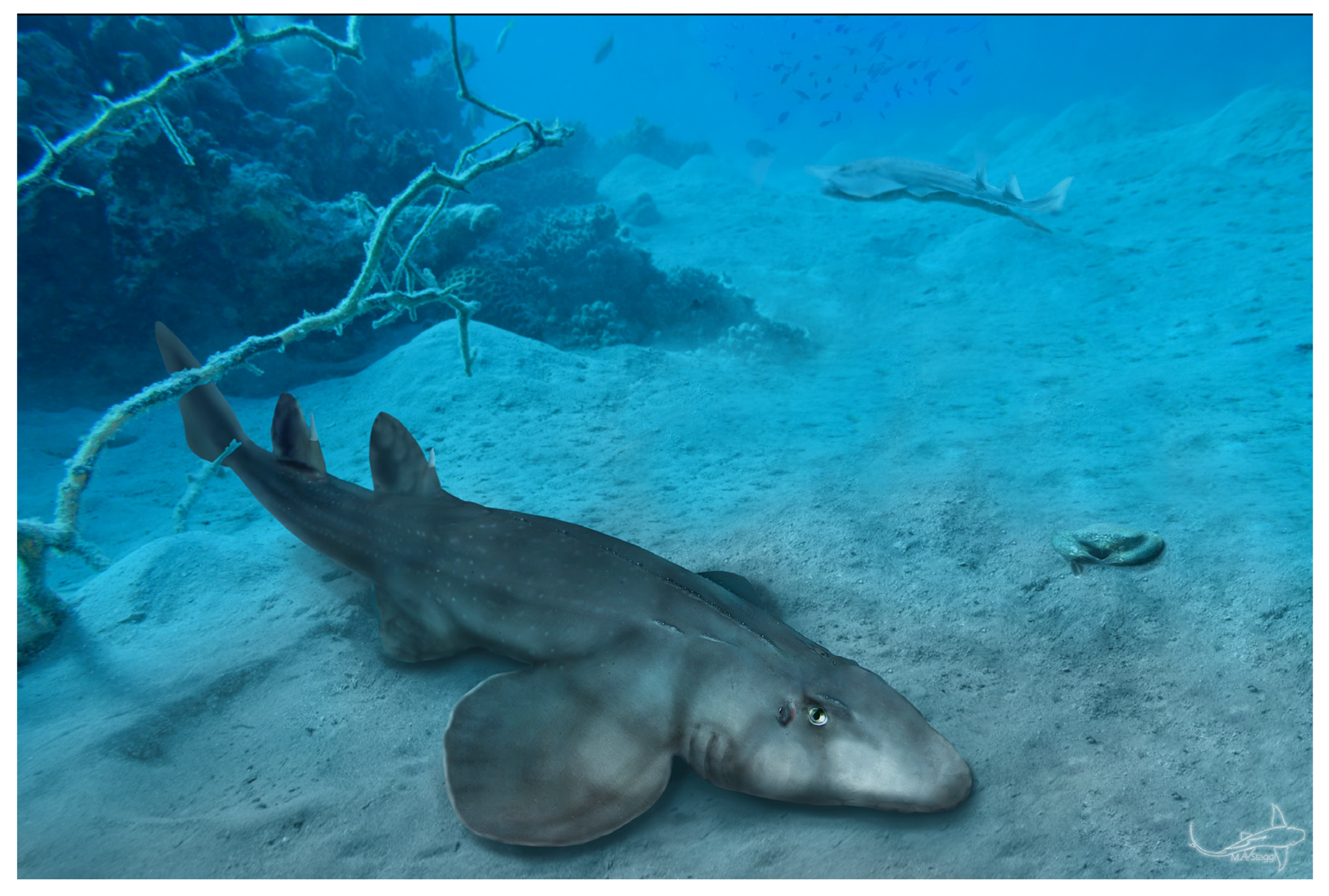
Lebendrekonstruktion von Protospinax annectans

Protospinax ist eine ausgestorbene Haigattung, die im Oberjura in den europäischen Flachmeeren vorkam. Fossilien der Gattung wurden in Deutschland, Luxemburg und England gefunden.

## Merkmale
Vertreter von Protospinax waren mittelgroße Haie und wurden etwa 1,5 Meter lang. Ihr Körper war abgeflacht, der Kopf abgerundet. Die Brust- und Bauchflossen waren sehr groß. Die Coracoidknochen waren bauchseitig zusammengewachsen. Von den beiden Rückenflossen, die jeweils von einem kurzen Dorn gestützt wurden, lag die erste direkt hinter den Bauchflossen, die zweite auf dem Schwanzflossenstiel. Eine Afterflosse fehlte. Die Schwanzflosse war klein und zugespitzt. Die Kiemenspalten befanden sich unten an den Kopfseiten. Das Maul war mit breiten flachen Zähnen besetzt, die auf eine Ernährung mit hartschaligen wirbellosen Tieren hindeuten (Durophagie). Die Zentren der Wirbelkörper waren verknöchert.

## Systematik
Protospinax wird in die Haiüberordnung der Squalomorphii gestellt und ist wahrscheinlich die Schwestergattung einer gemeinsamen Klade von Engelhaien (Squantiniformes) und Sägehaien (Pristiophoriformes) innerhalb der gemeinsamen Überordnung Squalomorphii.